# Qandilite
La qandilite (simbolo IMA: Qnd) è un minerale molto raro del supergruppo dello spinello e in particolare degli ossispinelli, nella cui famiglia occupa un posto nel sottogruppo dell'ulvöspinello; appartiene alla classe dei minerali "ossidi e idrossidi" con la composizione chimica idealizzata Mg2Ti4+O4 e quindi, da un punto di vista chimico, è un ossido di magnesio-titanio.

## Etimologia e storia
La qandilite è stata scoperta per la prima volta nelle rocce metamorfiche conosciute come il Gruppo Qandil sul Monte Dupezeh vicino a Qala Diza (Qeladze, قلعة دزة) nel governatorato di Sulaymaniyya nella regione autonoma del Kurdistan nel nord dell'Iraq. È stato descritto per la prima volta nel 1985 da H. M. Al-Hermezi, che ha chiamato il minerale come la sua località tipo.
Il campione tipo del minerale è conservato presso l'Università di Strathclyde a Glasgow e il Museo Reale di Edimburgo in Scozia, il Museo nazionale della natura e delle scienze di Tokyo (Giappone), così come le Miniere ParisTech e il Museo nazionale di storia naturale di Francia a Parigi.

## Classificazione
Secondo l'attuale classificazione dell'Associazione Mineralogica Internazionale (IMA), la qandilite è elencata all'interno degli ossispinelli insieme ad ahrensite, brunogeierite, filipstadite, ringwoodite e ulvöspinello.
Già nell'obsoleta, ma in parte ancora in uso, 8ª edizione della sistematica minerale secondo Strunz, la qandilite appartiene alla classe minerale di "ossidi e idrossidi" e lì alla sottoclasse di "ossidi con rapporto metallo : ossigeno = 3 : 4 (spinello tipo M3O4 e composti simili)", dove viene elencata insieme a brunogeierite, coulsonite, magnesiocoulsonite, ulvöspinello e vuorelainenite, nel gruppo degli "spinelli V/Ti/Ge" con il sistema nº IV/B.04.
Anche la 9ª edizione della sistematica minerale di Strunz, in vigore dal 2001 e utilizzata dall'IMA, classifica la qandilite nel dipartimento degli ossidi con un rapporto di quantità di materiale "metallo : ossigeno = 3 : 4 e simili". Tuttavia, questa classe è ulteriormente suddivisa in base alla dimensione relativa dei cationi coinvolti, in modo che il minerale possa essere trovato in base alla sua composizione nella suddivisione "Con solo cationi di medie dimensioni", dove è classificato insieme a brunogeierite, cocromite, coulsonite, cuprospinello, cromite, filipstadite, franklinite, gahnite, galaxite, hercynite, jacobsite, magnesiocromite, magnesiocoulsonite, magnesioferrite, magnetite, manganocromite, nicromite, spinello, trevorite, ulvöspinello, vuorelainenite e zincocromite, con i quali costituisce il "gruppo degli spinelli" con il sistema nº 4.BB.05.
La classificazione dei minerali di Dana, che viene utilizzata principalmente nel mondo anglosassone, classifica la qandilite nella classe degli "ossidi e idrossidi" e lì nella sottoclasse degli "ossidi multipli". La si trova insieme a ulvöspinello nel "sottogruppo del titanio" con il sistema nº 07.02.13 all'interno della suddivisione "ossidi multipli (A+B2+)2X4, gruppo dello spinello".

## Chimica
Il composto teorico idealizzato Mg2TiO4 è costituito dal 30,29% in peso di magnesio (Mg), dal 29,83% in peso di titanio (Ti) e dal 39,88% in peso di ossigeno (O). Tuttavia, la microanalisi a fascio di elettroni dei campioni provenienti dalla località tipo Qandil, Dupezeh conteneva anche una percentuale significativa di ferro sotto forma di ossido ferrico (Fe2O3) per il 28,27 % e del 10,32 % sotto forma di ossido ferroso (FeO). Inoltre, sono presenti piccole miscele di 4,83 % di ossido di alluminio (Al2O3) e 0,76 % di monossido di manganese (MnO), nonché tracce di silice (SiO2 % allo 0,02 %). Basata su quattro atomi di ossigeno, la formula empirica è:
{\displaystyle \mathrm {(Mg_{1.32}Fe_{0.41}^{3+}Fe_{0.26}^{2+}Mn_{0.02})_{\Sigma =2.01}(Ti_{0.06}Fe_{0.23}^{3+}Al_{0.17})_{\Sigma =1,00}O_{4}} }

## Abito cristallino
La qandilite cristallizza cubicamente nel gruppo spaziale Fd3m (gruppo nº 227) con la costante di reticolo a = 8,40 Å e 8 unità di formula per cella unitaria. Il minerale sviluppa cristalli ottaedrici di dimensioni fino a circa 2,3 mm, ma si presenta anche sotto forma di aggregati minerali granulari.

## Proprietà
La qandilite è solo parzialmente solubile in acido cloridrico freddo, ma completamente solubile in acido cloridrico caldo (50%), acido solforico caldo (H2SO4) e acido nitrico caldo.
Con una durezza Mohs di 7, la qandilite è uno dei minerali duri che, analogamente al quarzo minerale di riferimento, è in grado di graffiare il semplice vetro di una finestra. A differenza della maggior parte degli altri spinelli, la qandilite mostra una perfetta sfaldatura lungo l'ottaedro {111}.
Le sue proprietà magnetiche sono simili a quelle della magnetite.

## Origine e giacitura
Nella sua località tipo a Dupezeh in Iraq, la qandilite si è formata in rocce metamorfiche ricche di forsterite a contatto con diorite a bande ricca di kaersutite. Oltre alla forsterite, qui sono stati trovati anche calcite, perovskite e spinello come minerali di accompagnamento.
La qandilite è una delle formazioni minerali molto rare e finora è stata rilevata solo in pochi campioni provenienti da meno di 10 siti documentati. La sua località tipo, Dupezeh, è l'unica località conosciuta in Iraq finora.
In Europa, il minerale è stato finora trovato solo nel giacimento di bauxite della Regia Piana, che appartiene al comune di Cusano Mutri, e nelle rocce vulcaniche del complesso Somma-Vesuvio in Campania, nonché ad Allt Guibhsachain vicino a Ballachulish nelle Highlands scozzesi.
La qandilite è nota per i giacimenti di lamproite nel distretto di Nalgonda nello stato indiano di Telangana, per i giacimenti di metalli preziosi del massiccio di Kondër nell'altopiano dell'Aldan nella Repubblica di Sakha e per la regione di Chabarovsk nel circondario federale dell'Estremo Oriente, nonché per il sito di Kimberlite 73 vicino a Hermansville nella contea di Menominee dello Stato americano del Michigan.

## Forma in cui si presenta in natura
Il minerale è opaco in qualsiasi forma e ha una lucentezza metallica sulle superfici dei cristalli neri. Anche il colore del suo striscio è nero. Al microscopio a luce riflessa, tuttavia, la qandilite appare grigia con una sfumatura rosa pallido.